# Saint-Léger (Charente-Maritime)
Saint-Léger – miejscowość i gmina we Francji, w regionie Nowa Akwitania, w departamencie Charente-Maritime.
Według danych na rok 1990 gminę zamieszkiwało 461 osób, a gęstość zaludnienia wynosiła 29 osób/km² (wśród 1467 gmin regionu Poitou-Charentes Saint-Léger plasuje się na 581. miejscu pod względem liczby ludności, natomiast pod względem powierzchni na miejscu 546.).